# Chamoux
Pour les articles homonymes, voir Chamoux (homonymie).
Chamoux est une commune française située dans le département de l'Yonne en région Bourgogne-Franche-Comté.
Ses habitants sont appelés les Chamoutins.

## Géographie

### Lieux-dits et écarts
Crai.

### Climat
Pour des articles plus généraux, voir Climat de la Bourgogne-Franche-Comté et Climat de l'Yonne.
En 2010, le climat de la commune est de type climat océanique dégradé des plaines du Centre et du Nord, selon une étude du Centre national de la recherche scientifique s'appuyant sur une série de données couvrant la période 1971-2000. En 2020, Météo-France publie une typologie des climats de la France métropolitaine dans laquelle la commune est exposée à un climat océanique altéré et est dans une zone de transition entre les régions climatiques « Lorraine, plateau de Langres, Morvan » et « Centre et contreforts nord du Massif Central ». 
Pour la période 1971-2000, la température annuelle moyenne est de 10,8 °C, avec une amplitude thermique annuelle de 15,8 °C. Le cumul annuel moyen de précipitations est de 852 mm, avec 12,4 jours de précipitations en janvier et 8,2 jours en juillet. Pour la période 1991-2020, la température moyenne annuelle observée sur la station météorologique de Météo-France la plus proche, « Clamecy », sur la commune de Clamecy à 11 km à vol d'oiseau, est de 11,5 °C et le cumul annuel moyen de précipitations est de 707,4 mm. 
La température maximale relevée sur cette station est de 40,7 °C, atteinte le 25 juillet 2019 ; la température minimale est de −14 °C, atteinte le 9 février 2012,,. 
Les paramètres climatiques de la commune ont été estimés pour le milieu du siècle (2041-2070) selon différents scénarios d'émission de gaz à effet de serre à partir des nouvelles projections climatiques de référence DRIAS-2020. Ils sont consultables sur un site dédié publié par Météo-France en novembre 2022.

## Urbanisme

### Typologie
Au 1er janvier 2024, Chamoux est catégorisée commune rurale à habitat dispersé, selon la nouvelle grille communale de densité à sept niveaux définie par l'Insee en 2022.
Elle est située hors unité urbaine et hors attraction des villes,.

### Occupation des sols
L'occupation des sols de la commune, telle qu'elle ressort de la base de données européenne d’occupation biophysique des sols Corine Land Cover (CLC), est marquée par l'importance des forêts et milieux semi-naturels (53,9 % en 2018), une proportion identique à celle de 1990 (53,9 %). La répartition détaillée en 2018 est la suivante : 
forêts (53,9 %), terres arables (29,5 %), prairies (10,4 %), zones agricoles hétérogènes (6,2 %). L'évolution de l’occupation des sols de la commune et de ses infrastructures peut être observée sur les différentes représentations cartographiques du territoire : la carte de Cassini (XVIIIe siècle), la carte d'état-major (1820-1866) et les cartes ou photos aériennes de l'IGN pour la période actuelle (1950 à aujourd'hui).

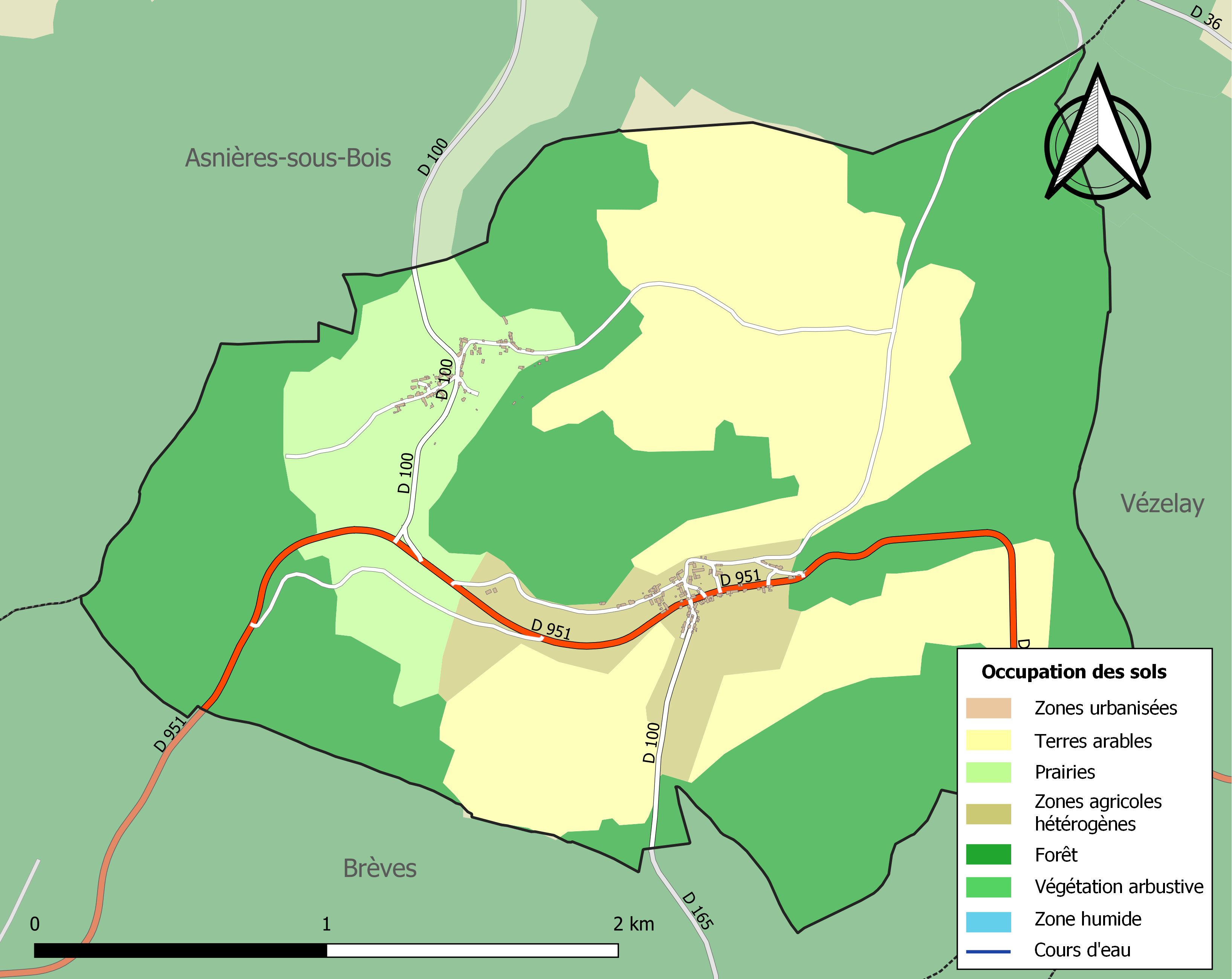
Carte des infrastructures et de l'occupation des sols de la commune en 2018 (CLC).

## Histoire
La commune a longtemps appartenu à l'abbaye de Vézelay. Elle a été affranchie en 1444.

## Politique et administration
| Période | Période  | Identité           | Étiquette | Qualité   |
| ------- | -------- | ------------------ | --------- | --------- |
|         |          |                    |           |           |
| 1896    |          | Fildony Philippon  |           |           |
| 1909    |          | Albert Savard      |           |           |
| 1919    |          | Théophile Gabereau |           |           |
| 1946    |          | Marcel Cambuzat    |           |           |
| 1947    |          | Camille Gabereau   |           |           |
| 1977    |          | Paul Villion       |           |           |
| 1979    |          | Marc Meugnon       |           |           |
| 1989    |          | Fernand Dethire    |           |           |
| 2003    | 2014     | Abel Dethire       |           |           |
| 2014    | en cours | Josiane Boutin     | SE        | Retraitée |

## Démographie
L'évolution du nombre d'habitants est connue à travers les recensements de la population effectués dans la commune depuis 1793. Pour les communes de moins de 10 000 habitants, une enquête de recensement portant sur toute la population est réalisée tous les cinq ans, les populations de référence des années intermédiaires étant quant à elles estimées par interpolation ou extrapolation. Pour la commune, le premier recensement exhaustif entrant dans le cadre du nouveau dispositif a été réalisé en 2006.

En 2022, la commune comptait 95 habitants, en évolution de −4,04 % par rapport à 2016 (Yonne : −1,95 %, France hors Mayotte : +2,11 %).
| 1793 | 1800 | 1806 | 1821 | 1831 | 1836 | 1841 | 1846 | 1851 |
| ---- | ---- | ---- | ---- | ---- | ---- | ---- | ---- | ---- |
| 360  | 427  | 344  | 389  | 446  | 450  | 462  | 481  | 488  |

| 1856 | 1861 | 1866 | 1872 | 1876 | 1881 | 1886 | 1891 | 1896 |
| ---- | ---- | ---- | ---- | ---- | ---- | ---- | ---- | ---- |
| 419  | 411  | 418  | 384  | 402  | 389  | 377  | 360  | 318  |

| 1901 | 1906 | 1911 | 1921 | 1926 | 1931 | 1936 | 1946 | 1954 |
| ---- | ---- | ---- | ---- | ---- | ---- | ---- | ---- | ---- |
| 316  | 288  | 286  | 195  | 182  | 173  | 178  | 189  | 167  |

| 1962 | 1968 | 1975 | 1982 | 1990 | 1999 | 2006 | 2011 | 2016 |
| ---- | ---- | ---- | ---- | ---- | ---- | ---- | ---- | ---- |
| 139  | 111  | 105  | 93   | 71   | 83   | 83   | 90   | 99   |

| 2021 | 2022 | - | - | - | - | - | - | - |
| ---- | ---- | - | - | - | - | - | - | - |
| 98   | 95   | - | - | - | - | - | - | - |

## Économie
La commune vit de la polyculture-élevage et de l'exploitation forestière.

## Culture locale et patrimoine

### Lieux et monuments

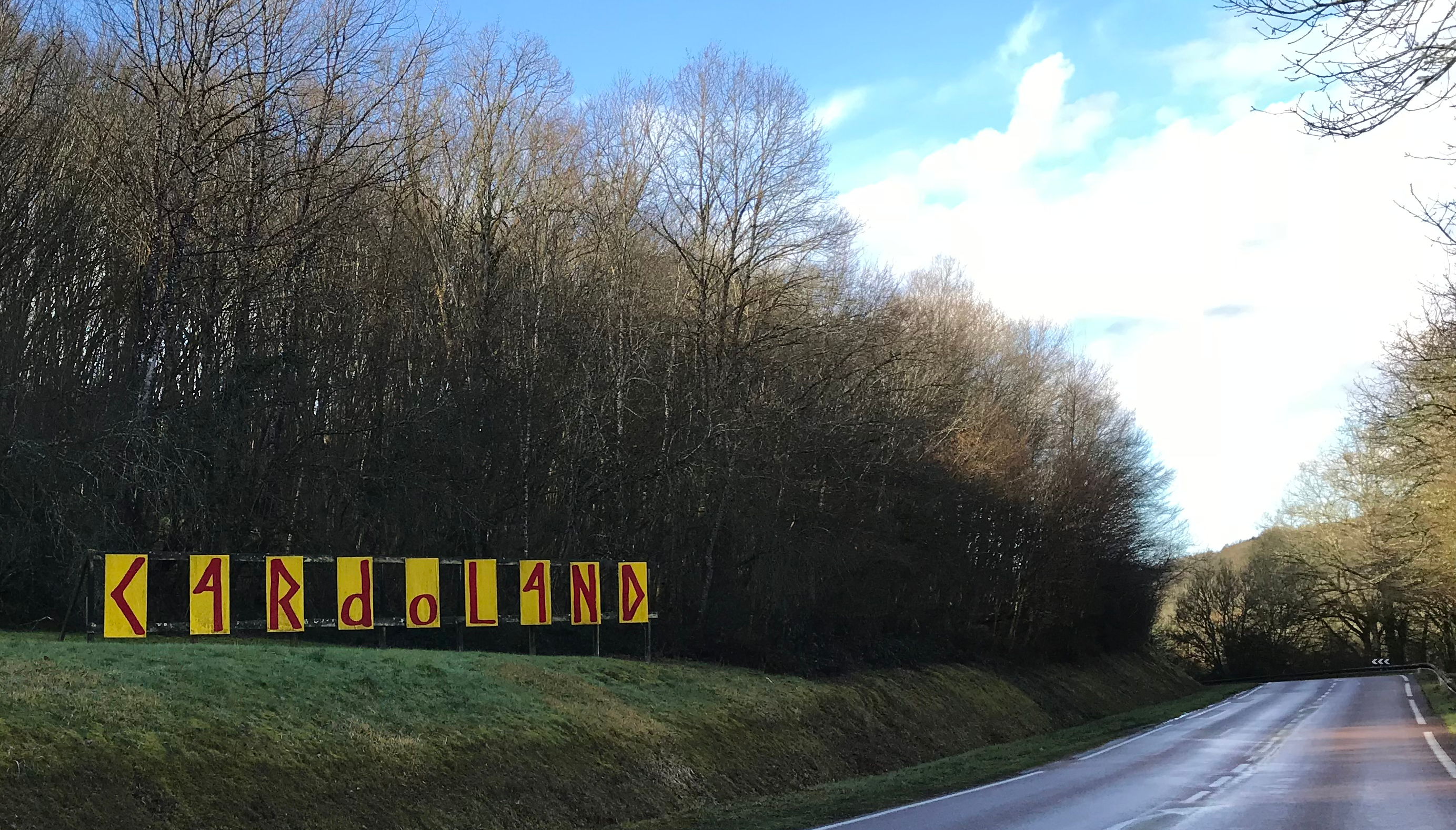
Panneau annonçant Cardoland.

Le parc préhistorique CardoLand présente en situation plus de 80 sculptures de dinosaures grandeur nature et d'hommes préhistoriques, malgré les quelque 60 millions d'années qui les séparent. Ce parc est l'œuvre du sculpteur Cardo.

## Pour approfondir